# Rouze
Rouze – miejscowość i gmina we Francji, w regionie Oksytania, w departamencie Ariège. Przez gminę przepływa rzeka Aude. 
Według danych na rok 2010 gminę zamieszkiwało 99 osób, a gęstość zaludnienia wynosiła 10 osób/km².